# الدوري السلوفيني لكرة القدم 1975–76
الدوري السلوفيني لكرة القدم 1975–76 هو موسم من الدوري السلوفيني لكرة القدم ‏. فاز فيه نادي ماريبور.